# エフエム九州
株式会社エフエム九州（エフエムきゅうしゅう）は、かつて福岡県北九州市小倉北区に本社を置き、福岡県を放送対象地域とする超短波放送（FMラジオ放送）事業を行っていた一般放送事業者（現 民間特定地上基幹放送事業者）である。
愛称はCROSS FM（クロスエフエム）。
西日本新聞社の関連企業であったが、開局当初は朝日新聞社や九州朝日放送（KBC）が支援していた。2007年まで天神きらめき通りスタジオと別場所にある福岡支社が入っていたビルは、KBCが福岡市に移転した頃に長浜に移るまで使っていたビルで、現在でも朝日新聞と関係がある沖縄タイムスや系列放送局の福岡支社が入っている。開局当初KBCラジオと朝の時間帯に10分ほど二元生放送をしていたときがあった。
後述の経営破綻により、この会社によるラジオ放送は2008年6月30日24時をもって終了し、現在は清算手続きに入った。放送事業は受け皿会社として新たに設立された“株式会社CROSS FM”に引き継がれた。以後の記述は、放送終了時点におけるものである。

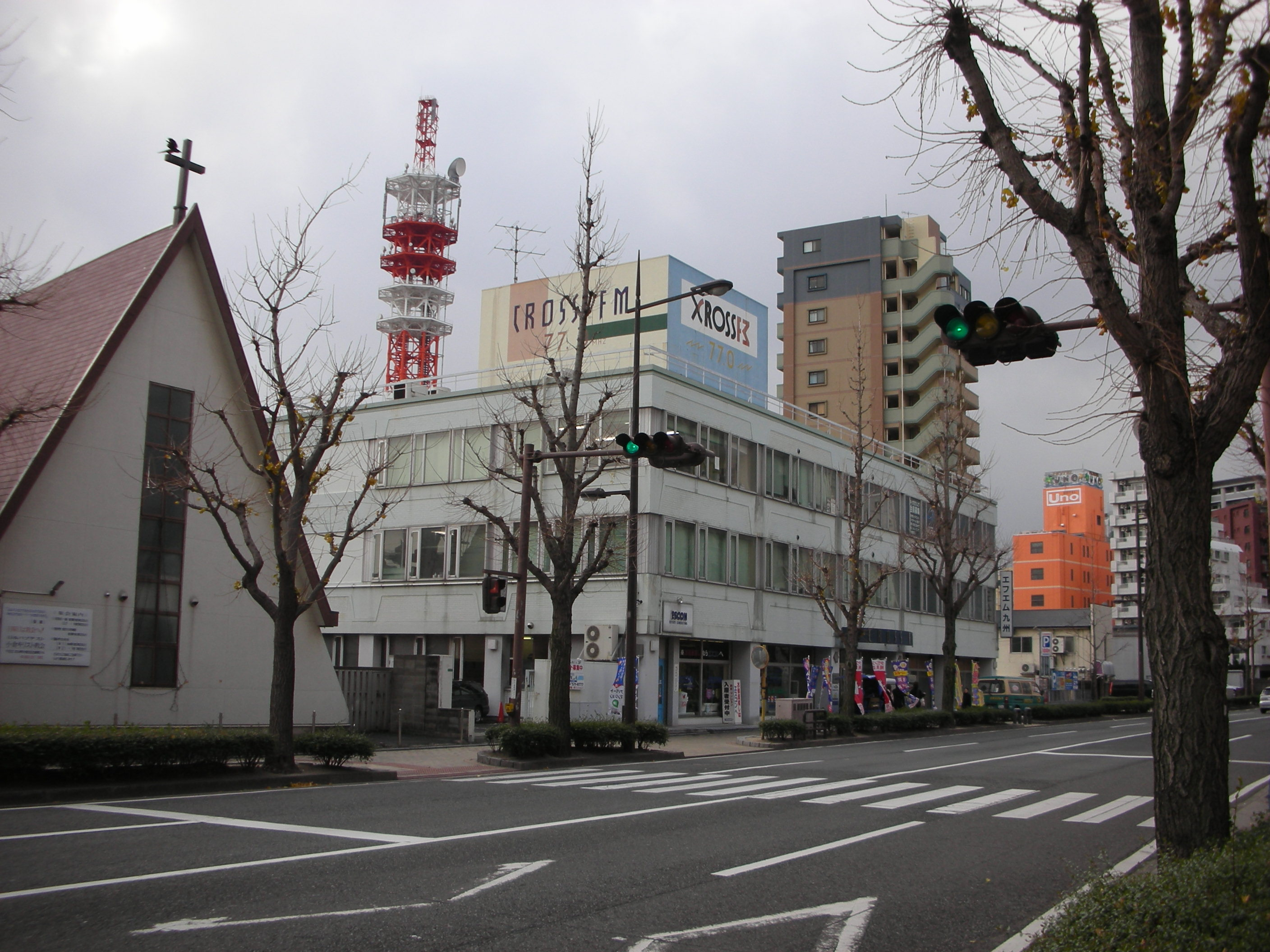
福岡県北九州市 エフエム九州本社（2006年12月）

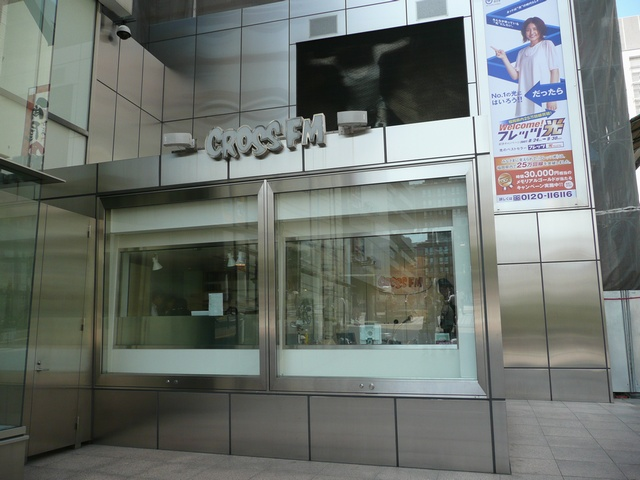
福岡市中央区　天神きらめき通りスタジオ

## 概要
エフエム福岡に次ぐ福岡県内で2番目となる県域の民間FM局。福岡県内の県域放送局としては唯一北九州市に本社を置いている。主調整室は福岡市向けと北九州市向けで別のCMが流せるように考慮されているが、そのようなCMの流し方はしていない。
CROSS FMは愛称だが、ナビゲーター・リスナーともにそう呼んでいることから広く定着されており、新聞のラジオ番組欄や高速道路のFM周波数標識などにもCROSS FMとして載っている。ただ、同じネットワークに加盟するJ-WAVEやFM802、ZIP-FMのように社名変更はしなかった。
2005年11月までのタイムテーブルに掲載されていたキャッチコピーは「KYUSHU'S No.1 MUSIC STATION!!」。過去には「PACIFIC POWER STATION」というキャッチコピーも使用された。
西日本新聞社の関連企業であるため、北九州本社のほか、福岡の繁華街・天神にもサテライトスタジオ「天神きらめき通りスタジオ」を置いている。開局時は博多駅の中に「JR博多駅GIGAスタジオ」を設置していたが2003年春に閉鎖し、2004年春から同スタジオを開設した。また、北九州の本社スタジオも市内の「浅香通り」に面していることから造りとしてはサテライトスタジオのようになっている。
1995年におタコ・プー（現・おたこぷー）が「HYPER SUNDAY」のナビゲーターを担当して以降、JFL系列局では珍しく福岡吉本芸人枠が存在し、鶴屋華丸（現・博多華丸）が平日午後の帯番組「SHAKE HIP GROOVIN'」を担当した他、おタコの後任としてパタパタママ（現：関サバ夫アジ平）が2005年3月まで「HYPER SUNDAY SUPER TELEPHONE REQUEST」→「CROSS SUPER SUNDAY」を担当していた。その後芸人枠はなくなっていたが、2007年8月よりワタナベエンターテインメント九州支部所属のBLUE RIVERが「CROSS SUPER SUNDAY」に出演するようになり、事務所こそ変わったものの久々に芸人枠が復活することとなった。

### 選曲の基準
選曲は、洋楽が優勢ではあるが（先発のFM福岡が邦楽中心の選曲をしているため）、FM802やZIP-FMにみられる「一部楽曲の規制」はほとんど行われておらず、時間帯にもよるがJ-POPクラシックス（1980年代以降がメイン）やアイドル楽曲、アニメソング、また演歌（放送内で話題になった時に説明の意味で流す程度ではあるが）などもオンエアされ、かなりバラエティに富んだ選曲が行われている。

### 経営再建と新旧分離
開局当初から経営は苦しく、決算が黒字となっても続いたことがない状態であった。資本金は当初10億円あったが、その後赤字削減のため経費削減を補う形で大幅に取り崩し、1億円となった。
経費削減のため、一時西日本新聞社が発行するフリーマガジン「BNT」のうち5ページをタイムテーブルとしている時期があった。2005年11月からこの形式を採用していたが、「BNT」自体が終刊となったため、2008年4月から独自タイムテーブルの発行を再開した。この他にも、公式メールマガジン「CROSS PRESS」やポッドキャスティング（2006年4月から、インターネットラジオは以前にも公開したことがある）などを実施している。
2008年5月7日、株式会社エフエム九州は臨時株主総会を開き、自力での経営再建を断念し、東京の投資会社ネクスト・キャピタル・パートナーズが新たに設立した「株式会社CROSS FM」に放送事業を譲渡したうえで、会社を清算（新旧分離）することを決議し、発表した。広告収入の減少により2008年3月期決算では赤字が見込まれており、その結果、6億円の債務超過に陥ることが明らかとなった。新会社は他社からの増資を受けた上で同年6月23日に総務省九州総合通信局から放送免許承継の許可を得た。同年7月1日0時を以って放送設備、人員を旧会社から引き継ぎ、「CROSS FM」の愛称を継続して放送業務を開始した。
新法人が放送免許・放送設備などを旧法人から引き継いだ日本の放送局は、過去には1973年10月31日に日本科学技術振興財団が運営していたテレビ事業（愛称・東京12チャンネル、科学テレビ）を同事業の番組制作プロダクションである「株式会社東京十二チャンネルプロダクション」が引き継ぎ、翌日11月1日から社名を「株式会社東京十二チャンネル」（現在のテレビ東京）に変更した例があった。しかし前法人の経営難による新旧分離で設立された新法人への民間放送局の放送免許などの引き継ぎはCROSS FMが全国で初の事例となる。また日本の放送局の倒産は1994年、イトマン事件に絡んで本社社屋・放送機材が担保に入れられたことで会社更生法の適用を受けた近畿放送（現：京都放送・KBS京都）以来14年ぶりのことである。
エフエム九州の経営破綻から2年後の2010年4月、兵庫県のKiss-FM KOBEも経営陣の粉飾決算問題が発覚して経営破綻した。エフエム九州が経営破綻した2年3か月後の2010年9月30日、愛知国際放送（RADIO-i）が広告収入源の減少などで経営破綻に追い込まれ、日本の放送法に基づく放送局としては初めて引き継ぎ企業が現れることなく閉局に追い込まれた。その後経営破綻に追い込まれて閉局に追い込まれることはしばらくなかったが、2020年6月30日をもって新潟県の新潟県民エフエム放送（FM PORT）と愛知県のRadio NEOが閉局した。新潟県民エフエム放送は日本海側、放送エリアが全県を対象とする一般局の民放ではそれぞれ初めて、Radio NEOに至っては愛知県内の民放、外国語放送局ではそれぞれ2回目の閉局である。

## 周波数・送信出力

### 送信所
- 福岡本局 - 周波数78.7MHz、出力3kW、ERP8.9kW（送信所：福岡市早良区百道浜2-3-26 福岡タワー）
  - 送信空中線　2D（ダイポールアンテナ）5段4面、海抜高178m、KBC九州朝日放送テレビ（アンテナ利得6.7dB）と共用（施工電気興業）
  - 放送機　RV-43GS（東芝）1.5kW×2並列合成
  - 放送伝送回線　NTT高速デジタル回線（256kbps）[演奏所主調整室～NTT小倉～NTT福岡～NTT西新～福岡タワー]、QTNet（256kbps）の2系統、コーデックは英国のAPT社
  - 送信局舎　福岡タワー低層棟3階KBCと共用
  - 電源　3相　150KVA 6600V/210V（共用、明電舎、三菱、サンコーシャ）
  - 非常用電源　PU626ガスタービン500KVA自家発電（各社共用川崎重工、明電舎）
  - 備考　送信機室から空中線のケーブルは280mの長さのCX-77Dが2本、分岐給電線はCX-20Dが20本、給電方式は上段2段、下段3段の上下分割給電でKBCと共用。
  - 呼出符号及び呼出名称（識別信号）：JORV-FM エフエムきゅうしゅう
- 北九州局 - 周波数77.0MHz、出力250W、ERP790W（送信所：北九州市八幡東区尾倉字西河内国有林 皿倉山）
  - 送信鉄柱　35m四角鉄塔（NHK共用）
  - 送信空中線　SG（スーパーゲインアンテナ）4段3面、2段1面、海抜高642m
  - 放送機　HV-1057（沖電気工業）
  - 放送伝送回線　NTT高速デジタル回線（256kbps）[演奏所主調整室～NTT小倉～NTT八幡～皿倉山北九州送信所]2系統
  - 送信局舎　鉄筋コンクリート2階9m×26m（NHK共用）
  - 非常用電源　自家発電50KVA（NHK共用）

※北九州局は法令上は中継局扱い

### 中継局
- 久留米 - 周波数86.5MHz 30W、ERP140W（九千部山）
  - 送信鉄柱　41m四角鉄塔（NHK共用）
  - 送信空中線　2L（ループアンテナ）1段1面、海抜高872m
  - 送信機　HV-1032（OKI）
  - 中継回線　福岡局を5素子八木宇田1段1面でエア受け
  - 送信局舎　鉄筋コンクリート2階7m×10.5m（NHK共用）
  - 非常用電源　自家発電40KVA（NHK共用）
- 行橋 - 周波数87.2MHz 30W、ERP42W（大坂山）
  - 送信鉄柱　25m四角鉄塔（NHK共用）
  - 送信空中線2L（ループアンテナ）1段4面（NHK共用）、海抜高595m
  - 送信機　HV-1032（OKI）
  - 中継回線　北九州局を5素子八木宇田1段1面でエア受け（NHK共用）
  - 送信局舎　コンクリート一部ブロック1階2.8m×4.4m（NHK共用）
  - 非常用電源　自家発電10KVA（NHK共用）
- 大牟田 - 周波数87.8MHz 30W、ERP100W（甘木山）
  - 送信鉄柱　20m四角鉄塔（NHK共用）
  - 送信空中線　2L（ループアンテナ）1段2面（NHK共用）、海抜高143.5m
  - 送信機　HV-1032（OKI）
  - 中継回線　久留米局を5素子八木宇田1段1面でエア受け（NHK共用）
  - 送信局舎　鉄筋コンクリート2階6.3m×7.5m（NHK共用）
  - 放送対象地域は福岡県だが、佐賀県、山口県、大分県、長崎県、熊本県、愛媛県の一部を除く地域にも電波が届いており、こちらの方でもリスナーが多い。

### その他の送信媒体
USENの衛星放送サウンドプラネットCG-35chを介し日本全国で聴取可能。ただし、CMの間はすべてBGMに差し替えられている。また日曜18:00からの「Driver's Meeting」に関しては同システムで放送されているFm yokohamaとの兼ね合いからか別番組に差し替えられている。
熊本県阿蘇郡小国町のコミュニティFM局「エフエム小国（グリーンポケット）」で一部番組の再送信が行われている。

## 資本構成
2003年3月31日時点。
| 資本金 | 発行済株式総数 | 株主数 |
| ------ | -------------- | ------ |
| 10億円 | 20,000株       | 98     |

| 株主             | 株式数  | 比率 |
| ---------------- | ------- | ---- |
| 新日本製鐵       | 1,000株 | 5.0% |
| 九州電力         | 1,000株 | 5.0% |
| 読売新聞東京本社 | 0,840株 | 4.2% |
| 西日本新聞社     | 0,740株 | 3.7% |
| 福岡銀行         | 0,660株 | 3.3% |
| 日本経済新聞社   | 0,600株 | 3.0% |
| 産業経済新聞社   | 0,600株 | 3.0% |
| 朝日新聞社       | 0,600株 | 3.0% |
| 九州旅客鉄道     | 0,600株 | 3.0% |
| 井筒屋           | 0,600株 | 3.0% |
| 安川電機         | 0,600株 | 3.0% |
| 黒崎播磨         | 0,600株 | 3.0% |
| 九州建設機械販売 | 0,600株 | 3.0% |
| 清水晃           | 0,600株 | 3.0% |

## 歴史
- 1993年9月1日　FMでは全国42番目、福岡で2番目に開局。
- 2003年4月　「JR博多駅GIGAスタジオ」を閉鎖。
- 2004年4月　福岡・岩田屋本店新館1階に「天神きらめき通りスタジオ」完成。
- 2008年5月7日　自力での経営再建断念を発表。
- 2008年6月30日　24時で放送業務を終了。清算手続きに入る。

## 企業情報
本社及びスタジオ
北九州市小倉北区古船場町9-11 郵便番号802-8570
福岡支社
福岡市中央区天神3-14-31 天神リンデンビル 郵便番号810-0001
東京支社
東京都中央区銀座3-11-1 銀座参番館ビル
天神きらめき通りスタジオ
福岡市中央区天神2-6-1 郵便番号810-8528

## 時報
タイムテーブルに記載されているTIME SIGNALの時間は、15秒前から音楽に乗せて周波数、コールサイン、スポンサーのいずれかと（スポンサーが入る場合は、まずスポンサーのCMがあって時報の音楽になり、主に松井伸一の声で入る）「After the tone,it is ～o'clock」のアナウンスが入り、時報音で正時を知らせる。
例）Good morning Kyushu, This is CROSS FM. After the toon, it is 6 o'clock.（平日午前6時）
　　○○が7時をお知らせします。After the toon, it is 7 o'clock.（平日午後7時)
平日と土日ではバックの音楽が異なる。開局から暫くは全日において同じ音楽であったが、それは平日のみとなり、土日用に別の新しい音楽が導入された。
タイムテーブルに記載されているTIME SIGNALの時間以外で、番組の区切れとなる正時には、時報音のみ流れる。ただし、9時間などの特別番組（ホリデースペシャルやKYUDEN J-100等）が入り、なおかつそれが完全提供番組の（途中で他社のスポットCMが全く入らない）場合、その時間帯に該当する時報音及び時報クレジットは入らない。なお、1997年4月〜2002年3月31日の間は、平日の午前7時の時報のあとは午後8時（あるいは午後9時）まで、スポンサーがある場合を除き時報は一切放送されず、番組と番組の間にはHEAVY ROTATION曲（後述）が放送された。同時期の週末で、番組の区切れとなる正時には、まず編集されたHEAVY ROTATION曲が流されてから時報が放送されていた。
1998年4月〜2002年3月31日の期間は北野順一がアナウンスを担当、「It's 〜o'clock.」のみアナウンスして時報が入る形式だった。スポンサーが入る場合も提供クレジットを北野順一が読み上げていた。2000年1月〜2001年10月の間、北九州博覧祭2001がスポンサーとなった平日12時の時報は、スポンサーCMと時報の音楽を合わせた約35秒間が、北九州市役所庁舎内でも流された。

## DRIVE&WEATHER、HEAD LINE NEWS、SPORTS LINE
それぞれ、「It's CROSS FM, DRIVE&WEATHER」「CROSS FM, HEAD LINE NEWS」「CROSS FM, SPORTS LINE」のジングルの後、北九州スタジオからアナウンサーが交通情報と天気予報、ニュース、スポーツの結果を伝える。放送時刻はタイムテーブルやホームページの番組表に掲載されている。特にDRIVE&WEATHERは多いときで1時間に3回流れることもある。
以前はナビゲーターとアナウンサーの絡み（クロストーク）がある番組が多かったが、その後はほとんどなくなった。DRIVE&WEATHERは2004年3月24日の放送まで、「WEATHER INFORMATION」と「TRAFFIC INFORMATION」という形で別々に放送されていて、WEATHERは北九州スタジオから、TRAFFICは日本道路交通情報センター（福岡センター）からの中継で放送されていた。2004年3月25日〜4月4日の間はWEATHER、TRAFFIC共に北九州スタジオからキャスターが読み上げる形となり、同年4月5日よりDRIVE&WEATHERへ移行した。
スポンサーコールは2003年3月30日の放送までは英語で別録されたものが使われていたが（1998年4月〜2002年3月の期間は全クレジットを北野順一が読み上げていた）、2003年3月31日〜2004年4月4日まではその時間の番組を担当しているナビゲーターが日本語で生で入れるか、あらかじめ録音したものを使用した。2004年4月5日の放送より、キャスターが日本語で生で入れている。
上記の時報同様、「特別番組かつ完全提供の場合」で、その時間内に入る場合は、その該当時間帯の「HEADLINE NEWS」、「DRIVE&WEATHER」、「SPORTS LINE」にもスポンサーは付かない。更に、各々時間が前後もしくはカットされる場合がある。
「HEAD LINE NEWS」のジングルは1998年4月以降、「SPORTS LINE」は開局以降差し替えられていない。

## HEAVY ROTATION
いわゆるヘヴィー・ローテーション。毎月推薦曲を洋楽、邦楽1曲ずつ選曲し、日中の各ワイド番組やタイムテーブルで紹介している。放送される直前に「HEAVY ROTATION」のジングルが流されるのが通例となっているが、番組によってはこのジングルを流さない番組もある。JFL加盟局で「HEAVY ROTATION」という言葉を使用しているのはFM802と同局だけである。
1998年3月まではジングルがコーラスのものになっていたが、その後「HEAVY ROTATION」という声だけのジングルになっており、変わっていない。
毎月1日に推薦曲が差し替えられているが、2003年3月（第99回）までのHEAVY ROTATION曲は毎月の半ばに差し替えられていた。これは2002年12月まで、HEAVY ROTATION曲とは別に各番組ごとに毎月推薦曲を放送する「MONTHLY HITS ON」が存在していたためで、こちらは洋楽、邦楽を問わず各番組ごとに1曲ずつ選曲されたが、番組によって同じ選曲であることが多かった。また、第99回のHEAVY ROTATION曲が放送終了した2002年3月23日〜3月31日の間はその代替として「2002年春、社会へ旅立つあなたを応援します」というキャッチコピーのもと、プラムプラネッツの「FREE RIDE」を放送した。
前述のとおり、2002年3月31日までは日中（7:00〜24:00）の各ワイド番組の終了後にも、ジングルを含め2分間に編集されたものが放送された。この2分間は洋楽か邦楽どちらか1曲のみで、ほぼ交互に放送された。

## 1 DAY JACK
1アーティストがCROSS FMの生番組全てにゲスト出演する企画。1日中出演アーティストの曲を集中的にオンエアする。基本的に平日に実施される。

## 番組
5:00を起点に24時間放送で、金曜深夜25:00-29:00（月曜未明1:00-5:00）のメンテナンスタイムには洋楽を流している。開局時は月曜未明にも番組を放送していたので、木曜深夜25:00-29:00（金曜未明1:00-5:00）がメンテナンスタイムであった。
※以下はエフエム九州（旧法人）による最後の放送である2008年6月の編成。CROSS FM（新法人）でも、引継ぎから3ヶ月間（9月30日まで）は聴取者及びスタッフ保護の観点から、基本的にこの編成を引き続き放送（例外：2008年7月3日、TSUYOSHI YAMANAKA MIDNIGHT TOKYOネット開始）。
※番組タイトル前に☆のつく番組は天神きらめき通りスタジオからの放送。

### 月曜 - 金曜
- KYUSHU,MORNING PRESS（6:00～9:00） - 後藤心平
- MUSIC TRIPPER（9:00～11:00） - 鶴田弥生（月曜・水曜・金曜）、橋本じゅん子（火曜・木曜）
- ☆CROSS POWER CAST（月曜～木曜 11:00～15:00） - 栗田善太郎、立山律子（月曜・水曜）、ルーシー（火曜・木曜）
- ☆various melody（金曜 11:00～15:00） - 熊谷弥/多田祐輔、今村大祐/神代恭子
- 杉山清貴～bay area kids（月曜 15:00～16:00） - 杉山清貴
- AIR CRUISIN'（火曜 15:00～16:00） - DEEN
- SOUND DISCOVERY（水曜 15:00～16:00） - 佐藤竹善
- MYKADOMATSU.COM（木曜 15:00～16:00） - 角松敏生
- Field of Magic（金曜 15:00～16:00） - 杉真理
- ☆CATEGORY T.T.（16:00～19:00） - TOGGY
- B2B RADIO（月曜-木曜 19:00～22:00） - MASAKI（月曜・水曜）、ナオト（火曜・木曜）
- やぎラッチョー!（月曜～木曜 22:00～25:00） - 八木徹
- CROSS POP BEAT（金曜 19:00～21:00） - 今泉圭姫子
- ☆クロキン激音団（金曜 21:00～23:00） - スマイリー原島、山本真理子
- MOON DRIVE（金曜 23:00～24:00） - 週替わり特番
- CROSS FM Midnight COLOR（月曜 25:00～26:00） - COLOR
- 唄人羽のはね、ときどきしゃべりびと!?（火曜 25:00～26:00） - 唄人羽
- アンチノイズ やる気!天パーセント（水曜 25:00～26:00） - アンチノイズ
- STARFLYER presents Groovin' Jazz Trippin（木曜 25:00～26:00） - 青木カレン
- MIDNIGHT DREAMER（金曜 24:00～26:00） - 松井伸一

### 土曜
- CROSS SATURDAY MORNING（7:00～12:00） - 立山律子
- ☆クロサタX（12:00～18:00） - スマイリー原島、山本真理子
- BEAT DELUXE（18:00～20:00、FM NORTH WAVEとの2局ネット） - 富樫明生、CHINATSU
- SOUL TRIBE（20:00～22:00） - TOM G
- ASAHI BEER OZ MEETS JAZZ（22:00～23:00、J-WAVEからのネット） - 小曽根真
- PE'Z FULLCAST JUNGLE（23:00～24:00） - PE'Z
- MUSICAL BATON（24:00～25:00） - CHINATSU他
- Do!! Rock（25:00～26:00） - Dobb

### 日曜
- CROSS SUNDAY SUBJECT（7:00～9:30） - 鶴田弥生
- HEBEL HAYS ETERNAL SOUNDS（9:30～10:00） - しいなえいひ
- CROSS CLUB CARD SUNDAY FREESTYLE CAFÉ（10:00～11:00） - さとうともやす
- ☆COUNTDOWN KYUSHU HOT 100（11:00～14:45） - 嶋田和孝
- SUNDAY SPECIAL（14:45～15:45） - 週替わり特番
- KYUDEN J-POP POWER COUNTDOWN（15:45～17:00） - ナオト
- MEET THE BEATS（17:00～18:00） - ミトカツユキ
- Driver's Meeting（18:00〜18:30、Fm yokohamaからのネット） - レーサー鹿島
- ケイタクのラジオ三昧（18:30～19:00） - ケイタク
- ☆信川スポーツ（19:00～21:00） - 信川竜太
- CROSS SUPER SUNDAY～スパサン学園～（21:00～24:00） - BLUE RIVER、町田隼人
- From Now On!（24:00～25:00） - ナガハタゼンジ

### フィラー番組
- FREE SPIRIT（月曜 5:00～6:00、月曜～木曜 26:00～翌6:00、金曜・土曜 26:00～翌7:00）
  - FM802でも日曜深夜に同名のフィラー番組が放送されている。

### 期間限定企画
- 明日への伝言板（毎年10月～翌3月）
- 川﨑宗則の今日もヨロシコ（1月～3月、信川竜太の担当番組内で編成）
- MUSIC CITY TENJIN（毎年秋ごろ、11月に行われる同名イベントの宣伝番組で、fm fukuoka、Love FM、FREE WAVEでも同内容のものが放送される）

## 2008年6月よりも前に終了した主な番組
- NIGHTMARE MONDAY
- CROSS MORNING EXPRESS
- NON-STOP RADIO JAM
- 宗方修 CROSS TODAY
- POWER STATION
- 北野CLUB
- FRIDAY RADIO JACK
- CARAMEL PIRATES
- SONIC A-GO-GO!!
- HYPER SUNDAY SUPER TELEPHONE REQUEST
- NAXL BOMBER
- MUSIC VOICE
- KYUSHU COUNTDOWN GROOVE
- DIGITAL MORNING DRIVE/CROSS MORNING SHOW GOOD MORNING DMD
- SMOOVE TOUCH
- DAYLIGHT DRIVIN'
- SHAKE HIP GROOVIN'
- BRAVO CALLIN'
- BUZZ DRIVE
- PHOENIX DAWN
- ASIAN WIND
- CROSSROAD SATURDAY
- CROSS RENDEZVOUS
- SATURDAY AIR DRIVE
- SUNDAY MORNING BUZZ
- FUKUOKA WALKER/KYUSYU WALKER
- HITS CUTS NOW（1998年1月～2002年3月までNORTH WAVEとの2局ネットで放送）
- GROOVE TRAIN 9to0
- ALBUM CHART COUNTDOWN SUNDAY SUNSET TRAX
- HAKATA PARADISE
- CHELSEA-CHAIN
- RADIO SONIC
- MOZI MOZI SATURDAY
- SATURDAY MUSIC GARAGE
- BOOM BOOM SATURDAY
- CANDY CAFE BOARD
- CROSS GO!GO! FRID@Y
- ROLLING SATURDAY
- MODERATO SUNDAY
- CROSS FINE MODE
- MOONY NOON
- SMOOTH CHANNEL
- RADIO MUSCLE
- SATURDAY MUSIC DELIVERY
- BE-FINE SUNDAY
- CROSS DAYTIME MIX
- X FUTURE RADIO ON SATURDAY/X FUTURE RADIO ON SUNDAY
- JK'S RADIO SHOW NO JOKE!
- RADIO GONG SHOW
- FLYING SATURDAY
- CROSS RADIO 10
- AFTERNOON BEAT RADIO
- CROSS BUZZ BEAT/CROSS BUZZ BEAT FRIDAY
- CROSS SMILEY FRIDAY
- CROSS AFTERNOON SHOW RADIO GOO
- CROSS EVENING SHOW JUST RADIO/CROSS NIGHT SHOW JUST RADIO/JUST RADIO
- CROSS MORNING SHOW AIR MAGAZINE/AIR MAGAZINE
- CROSS TRANSFAR 9/CROSS TRANSFAR 3
- CROSS AFTERNOON SHOW TENJIN APRES-MIDI/TENJIN APRES-MIDI
- CROSS SUNDAY VIEWS
- 天神ラジオパラダイス
- 金城綾のまだ恋は続いているの
- CINEMA CAFE
- VOX POP
- HELLO RADIO
- CROSS POWER CAST FRIDAY EDITION
- Smooth Night
- POP BLUE
- Smiley
- MIDNIGHT WALK
- McDonald's Kyushu Real-eyes
- 北九州ミュージックプロムナード
- ELE-TOPIA
- COLLEGE RADIO JAPAN
- smile time

他多数

## 主なナビゲーター
開局時からDJをナビゲーター（これはJFL系列局のZIP-FMも同じ）と呼んでいる。
- 後藤心平
- DJ RICHARD
- Junko
- 鶴田弥生
- 栗田善太郎

- 立山律子
- ルーシー
- Crazy Funky TOMY
- しらいえこ

- TOGGY
- MASAKI
- ナオト
- 八木徹
- 伊東英美

- 今泉圭姫子
- スマイリー原島
- 山本真理子
- 松井伸一
- Dobb

- 木本和久
- さとうともやす
- 内堀富美
- 信川竜太
- BLUE RIVER

その他

### アーティストナビゲーター
- COLOR
- 唄人羽
- 角松敏生
- 杉真理

- DEEN
- 佐藤竹善
- 富樫明生
- ケイタク
- PE'Z

- アンチノイズ

## 過去の主なナビゲーター
- 相越久枝
- アラン・J
- 植原史子
- 岡部はち郎
- 奥津ふみこ

- おタコ・プー
- CAORI
- 金城綾
- 北野順一
- 古賀真里子

- 佐藤忠典
- 新村レイ
- 鈴木麻由
- 諏訪博子
- 武田直子

- 田中リエ
- 鶴屋華丸
- 中島ヒロト
- 永松ケンシ
- パタパタママ

- 濱洋一
- ViVi
- 政木ゆか
- 三浦ひろみ
- ミチコ

- 宗方脩
- 門司正弘
- 大和良子
- YUYA
- 吉岡純子

- 吉村昌広
- RHEA
- 祐也
- モーリー

### アーティストナビゲーター

#### CROSS FM制作番組
- AI
- akiko
- ASIAN KUNG-FU GENERATION
- ANRI
- iyiyim
- 上杉徹
- 上田まり
- 宇多田ヒカル
- 江川裕史
- 及川光博
- 大久保海太
- 小沼ようすけ
- GAKU-MC
- 川本真琴
- canna
- Keyco

- 京田未歩
- 金城佑実
- COO
- クラムボン
- 黒柳能生（SOPHIA）
- グン
- GOING UNDER GROUND
- 小原明子
- 古明地洋哉
- 斉藤誠
- SATOMI'
- Salyu
- 椎名林檎
- Jerry Goose
- SUICIDE SPORTS CAR

- Scoobie Do
- Starboard
- Sowelu
- 高宮マキ
- 谷口崇
- CHARCOAL FILTER
- 堂島孝平
- ナチュラル ハイ
- ビアンコネロ
- 東田トモヒロ
- HIBARI
- 平井堅
- 広沢タダシ
- BUGY CRAXONE
- 古瀬陽子
- berry

- MIO
- 山本美絵
- 有里知花
- 横須賀ゆめな
- ラヴァーフェニックス
- Lita
- wyse
- NAOMI YOSHIMURA
- PERIDOTS

#### 他のJFL各局制作番組
- The Ivory Brothers
- 宇多田ヒカル
- F.O.H
- Fleming Pie
- MINMI
- 村上てつや（ゴスペラーズ）
- 富樫明生

## その他
1998年末まで、西日本新聞社とTNCテレビ西日本が提供する45分間コーナーが、主に博多駅GIGAスタジオから放送された平日の番組の中で放送されていた。放送局が放送局のスポンサードを行うことはあまりなく、異例なことであった。
- 1996年4月〜1997年3月 月曜日〜金曜日 15:10〜15:55「WORLD SCOPE」（CROSSCOPE内で放送）
- 1997年4月〜1998年3月 月曜日〜金曜日 9:10〜9:55「SMOOVE WORLD」（SMOOVE TOUCH内で放送）
- 1998年4月〜12月 月曜日〜木曜日 15:45〜16:30 「SHAKE AND CATCH」 （SHAKE HIP GROOVIN'内で放送）、金曜日15:45〜16:30「SONIC HOT EXTRA」（SONIC A-GO-GO!!内で放送）

また上記に関わらず、2000年3月までは、45分間のスポンサード番組が多数あった。
- NIPPON STEEL GLOBAL EDITION 1993年9月〜1999年3月 月曜日〜金曜日 20:00〜20:45 新日鉄提供 (1993年9月〜1996年3月まではPOWER STATION内で放送)
- NIPPON STEEL BRAND NEW WAVE 1999年4月〜2001年3月月曜日〜金曜日 20:00〜20:45 新日鉄提供 (BRAVO CALLIN'、RADIO SONIC内で放送、2001年4月からは30分間に短縮)
- J'S POWER 〜1998年9月 土曜日21:15〜22:00、1999年10月〜2006年3月 土曜日21:00〜21:45、北九州コカ・コーラ（現・コカ・コーラウエストジャパン）提供（2004年3月まではSATURDAY AIR DRIVE、RADIO GONG SHOW、CROSS SUPER SATURDAY内で放送）
- ホークスタウン・ミュージック・ナビゲーター 〜1999年3月 日曜日 19:15〜20:00 ホークスタウン他提供 (1999年4月より30分に短縮、2001年3月放送終了)

休日や年末年始の特別番組として、JFLの共同制作番組を放送する一方、1999年初頭まで、NACK5、α-STATION、FM North Waveとの4局共同制作ネット番組も放送していた。

### クロスカー
開局から2003年3月まで、局のラジオカー「クロスカー」が平日の10時台、12時台、14時台の3回、福岡県内からリポートを入れる「CROSS CAR REPORT」が放送されていたが同年春の改編で廃止された。その後はクロスカーは年数回、公開生放送時に出動することがある程度で、ほとんど常時本社スタジオの車庫に駐車されている。また県内のリポートは他番組のナビゲーターがリポーターを務めている。